# 소환투표제
소환투표제(召還投票制)는 유권자들이 부적합하다고 생각하는 선출직 공무원을 투표로서 임기 중에 파면시키는 제도이다. 일반적으로 대통령과 국회의원을 포함한 모든 선출직 공무원을 대상으로 하는 국민투표제를 의미하지만, 역사적으로는 하위 개념으로서 지방의 선출직 공무원을 지역 주민들이 소환하는 주민투표제의 의미로서 주로 시행되었다.

## 대한민국의 소환투표제
대한민국은 건국 이후 소환투표에 대한 규정이 없다가 2006년 5월 24일 법률 제7958호로 주민소환제에 관한 법률이 신규제정되어 2007년 7월부터 시행되었다. 지방자치법 제 20조(주민소환)에 조항이 들어감.

### 대한민국의 주민소환 사례
| 직책                | 정당 | 정당         | 성명   | 투표일           | 투표율 | 찬성률 | 결과     |
| ------------------- | ---- | ------------ | ------ | ---------------- | ------ | ------ | -------- |
| 경기 하남시장       |      | 한나라당     | 김황식 | 2007년 12월 12일 | 31.1%  |        | 소환무산 |
| 경기 하남시의회의원 |      | 한나라당     | 유신목 | 2007년 12월 12일 | 37.6%  | 93.6%  | 소환     |
| 경기 하남시의회의원 |      | 한나라당     | 임문택 | 2007년 12월 12일 | 37.6%  | 85.8%  | 소환     |
| 경기 하남시의회의원 |      | 한나라당     | 김병대 | 2007년 12월 12일 | 23.8%  |        | 소환무산 |
| 제주특별자치도지사  |      | 무소속       | 김태환 | 2009년 8월 26일  | 11.0%  |        | 소환무산 |
| 경기 과천시장       |      | 한나라당     | 여인국 | 2011년 11월 16일 | 17.8%  |        | 소환무산 |
| 강원 삼척시장       |      | 무소속       | 김대수 | 2012년 10월 31일 | 25.9%  |        | 소환무산 |
| 전남 구례군수       |      | 민주당       | 서기동 | 2013년 12월 4일  | 8.3%   |        | 소환무산 |
| 경북 포항시의회의원 |      | 자유한국당   | 박정호 | 2019년 12월 18일 | 21.8%  |        | 소환무산 |
| 경북 포항시의회의원 |      | 자유한국당   | 이나겸 | 2019년 12월 18일 | 21.8%  |        | 소환무산 |
| 경기 과천시장       |      | 더불어민주당 | 김종천 | 2021년 6월 30일  | 21.7%  |        | 소환무산 |
| 강원 양양군수       |      | 무소속       | 김진하 | 2025년 2월 26일  | 32.2%  |        | 소환무산 |

## 미국의 소환투표제
주의 경우에는 소환 투표와 후임자 선거를 동시에 치른다.

### 소환에 성공한 사례
- 1921년, 노스다코타주 주지사 Lynn J. Frazier
- 1994년, 뉴저지주 리버 베일의 시장 Walter Jones, 지방의회 의원 Patricia Geier과 Bernard Salman
- 1995년, 캘리포니아주 주의회 하원의원 Paul Horcher
- 1995년, 캘리포니아주 주의회 대변인 Doris Allen
- 2003년, 캘리포니아주 주지사 Gray Davis
- 2005년, 워싱턴주 스포캔의 시장 James E. West

### 소환에 실패한 사례
- 1978년, 클리블랜드의 시장 Dennis Kucinich
- 2008년, 캘리포니아주 주의회 상원의원 Jeff Denham

## 캐나다의 소환투표제
캐나다의 경우 각 주의 지사와 부지사는 이론적으로 연방 선거나 지역 선거를 통해 소환될 수 있다. 그러나 수상의 동의 없이는 현실적으로 불가하다.

## 베네수엘라의 소환투표제
베네수엘라의 경우 헌법 제72조에 의거, 대통령을 포함한 모든 선출직 공직자는 소환 대상이다. 이 조항은 2004년에 우고 차베스 베네수엘라 대통령을 소환하기 위한 국민투표에서 사용되었다.
제72조: 모든 선출직 공직자들은 소환의 주체가 된다.
임기의 절반이 지난 선출직 공직자는 유권자 20%이상의 서명으로 소환 청원의 대상이 된다.
총 유권자의 25% 이상이 참여한 소환 투표에서, 투표자의 절반 혹은 그 이상이 소환에 찬성할 때에는 공직자에게 위탁된 권한은 회수되며, 해당 공직자는 즉시 이 헌법과 법률에 의거 영구적인 사퇴에 준하는 행위를 해야 한다.

## 같이 보기
- 사회계약론
- 도편추방제
- 지방자치제

## 참고 문헌
- 헌법재판소 판례 2009.3.26. 2007헌마843[기각]
- 헌법재판소 판례 2011.12.29. 2010헌바368
- 이동철, 한국법정 2011/12/30
- 지자체장 주민소환 법률 합헌 법률신문 2009-03-27  보관됨 2015-05-20 - 웨이백 머신